# Devensian
Devensian ist die englische Bezeichnung der letzten Kaltzeit – der Weichsel- bzw. der Würm-Kaltzeit. Es beschränkt sich auf die Britischen Inseln und deren Vereisung durch das British Irish Ice Sheet. In Irland wird das Devensian jedoch nach den irischen Midlands als Midlandian angesprochen.

## Etymologie

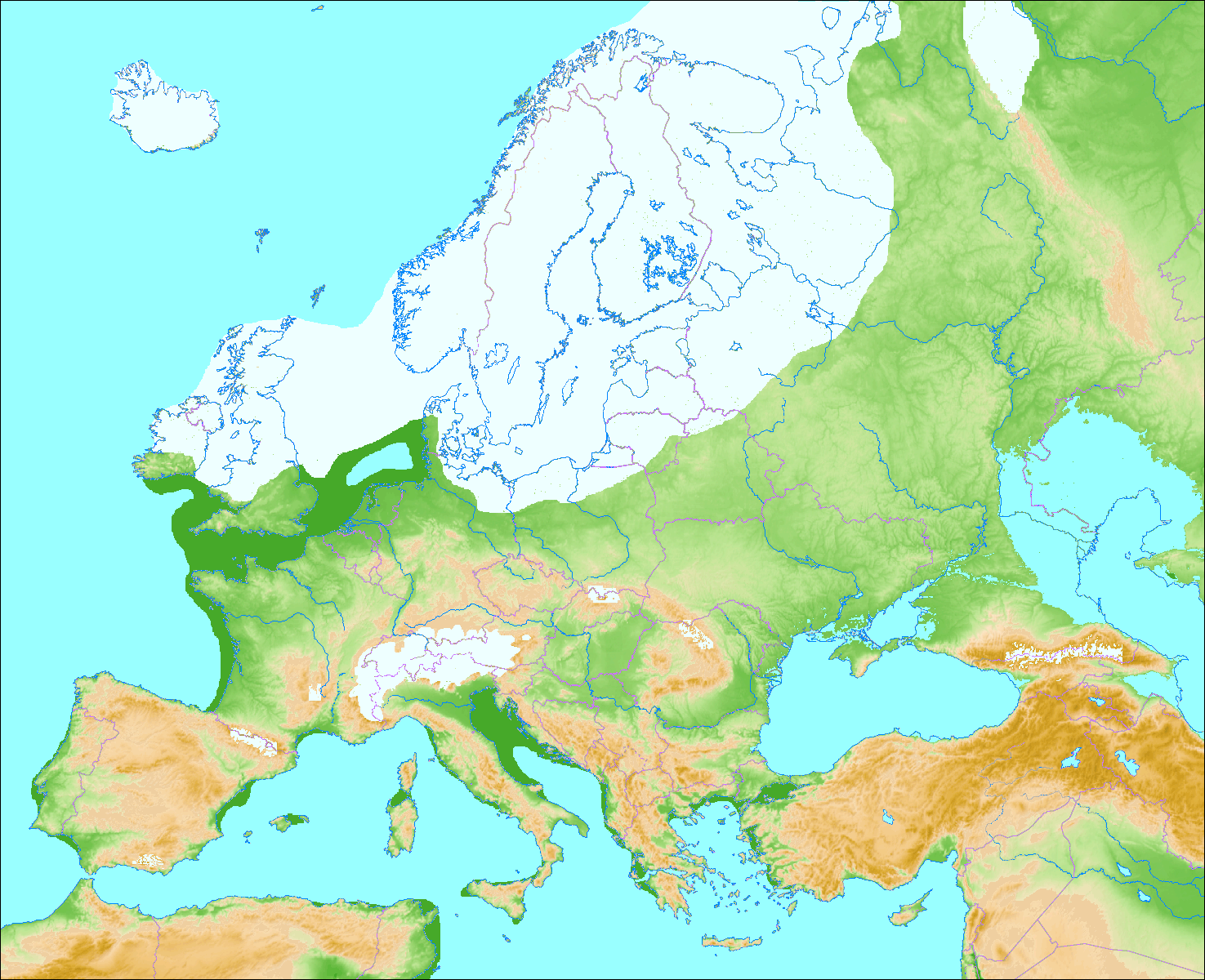
Europa während der letzten Kaltzeit

Der Begriff Devensian ist von den Dēvenses abgeleitet, einem Volksstamm, der zu römischen Zeiten am Fluss Dee an der Nordostgrenze von Wales lebte. Der Fluss Dee wurde im Lateinischen damals als Dēva bezeichnet. In seiner Nähe sind glaziale Ablagerungen sehr gut erhalten geblieben.

## Gliederung
Das Devensian wird in drei Stadien gegliedert:
- Spätstadium – Late Devensian
- Mittelstadium – Mid-Devensian
- Frühstadium – Early Devensian.

Das Frühstadium dauerte von 118.000 Jahren bis 50.000 Jahren vor heute und entspricht den Sauerstoff-Isotopenstufen MIS 5d bis MIS 5a, MIS 4 und dem ausgehenden MIS 3. Das Mittelstadium dauerte von 50.000 Jahren bis 26.000 Jahren vor heute. Es entspricht dem beginnenden MIS 3 und der Endphase des MIS 2. Das Spätstadium begann bei 26.000 Jahren vor heute und endete mit dem Beginn des Holozäns um 11.700 Jahren vor heute. Es entspricht dem Großteil von MIS 2 und der Endphase von MIS 1.

### Frühstadium

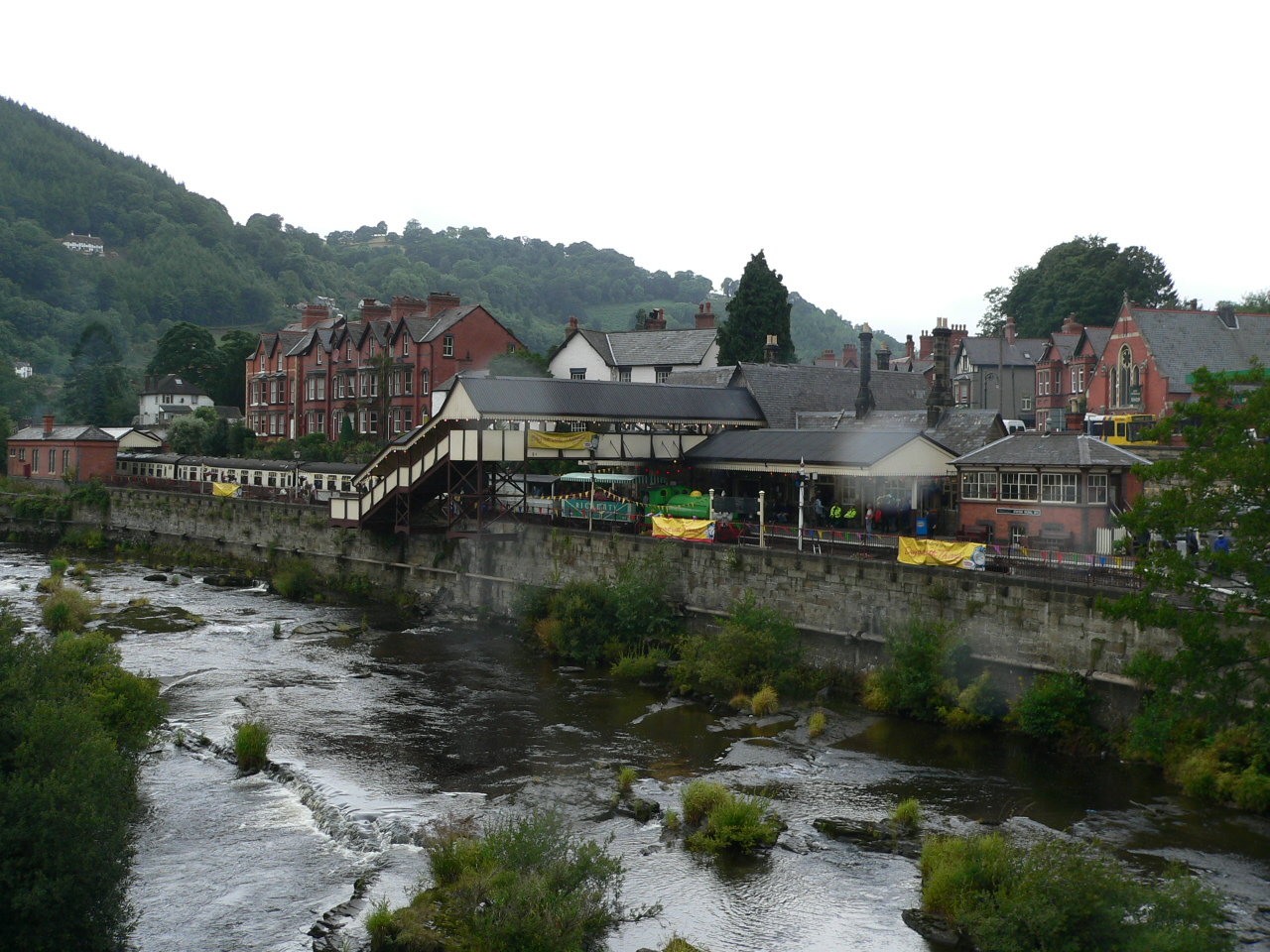
Der River Dee am Bahnhof von Llangollen – namensverleihende „Typlokalität“ des Devensians

Ausgehend vom Interstadial des Ipswichians und der Isotopenstufe MIS 5e kam es um 120.000 Jahren vor heute zu einem rapiden Anstieg des globalen Eisvolumens, wobei die Temperaturen vergleichbar stark abfielen. Während der Isopenstadien MIS 5d bis MIS 5a fluktuierten die Eisvolumina, hervorgerufen durch recht starke örtliche Temperaturschwankungen. Dieses Stadium wird durch zwei Interstadiale markiert – das Chelford Interstadial in MIS 5c und das Brimpton Interstadial in MIS 5a. Zwischen 80.000 und 70.000 Jahren vor heute setzte eine klimatische Verschlechterung ein, welche einen ersten Höhepunkt im Isotopenstadium MIS 4 erreichte und durch Pollenanalyse und Isotopendatierung nachgewiesen werden kann. Es sind aber hierfür keine mit Sicherheit datierten glazialen Ablagerungen bekannt. Für das Frühstadium sprechen glaziomarine Sedimente in der Nordsee und periglaziale Strukturen in den Midlands, die älter als das Upton Warren Interglazial aus dem Mittelstadium sind.

### Mittelstadium
Das Mittelstadium des Devensians ab 50.000 Jahren vor heute wird durch Isotopendatierungen erfasst, wobei die Temperaturabschätzungen anhand von Käferpopulationen ermittelt wurden. Diese lassen beispielsweise ein zwischenzeitliches Temperaturmaximum bei etwa 43.000 Jahren vor heute erkennen, welches in etwa mit dem Upton Warren Interglazial konform ist. Das Upton Warren Interglazial dauerte von etwa 56.000 Jahren bis 26.000 Jahre vor heute am Ende des Mittelstadiums und entspricht ungefähr dem Isotopenstadium MIS 3.

### Spätstadium

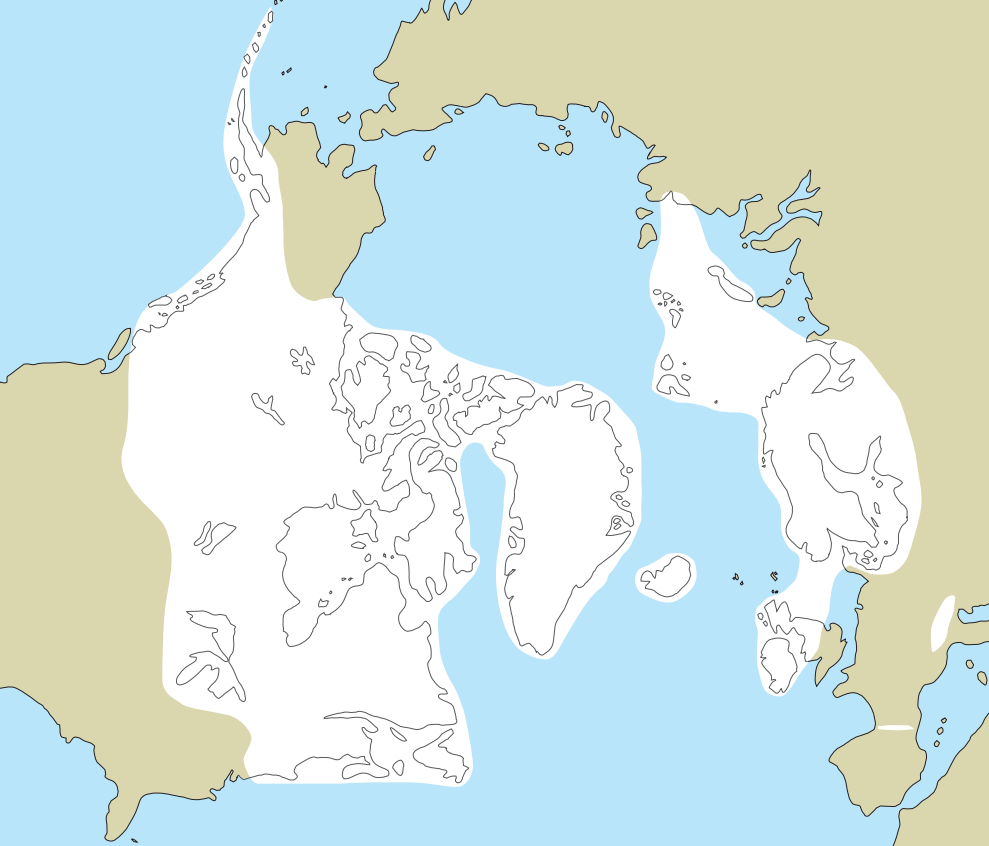
Die großen Eisschilde auf der Nordhalbkugel während des Letzteiszeitlichen Maximums vor ca. 20.000 Jahren. Der British Irish Ice Shield ist in dieser Rekonstruktion noch mit dem Fennoskandischen Eisschild verbunden.

Das Spätstadium begann im Dimlington Stadial (31.000 bis 14.700 Jahre vor heute) gegen 26.000 Jahren vor heute. Es markiert den Höhepunkt des Devensians und korrespondiert in den meisten Sektoren mit der maximalen Eisausdehnung. Das Kältemaximum situiert sich hierbei zwischen 23.000 und 18.000 Jahren vor heute. Eine Annahme geht dahin, dass die Eismassen nicht extensiv genug waren, um über das Nordseebecken hinweg ganz an den Fennoskandischen Eisschild heranzureichen. Durch den abgesunkenen Meeresspiegel wurde eine weite Ebene freigelegt, die im südlichen und zentralen Nordseebecken vollkommen unter Permafrost stand. Im nördlichen Nordseebecken hielt sich Meerwasser in tieferen Lagen, war aber hier von Packeis überdeckt.
Zwischen 17.000 und 13.000 Jahren vor heute begannen die Eismassen des Dimlington Stadials ruckartig abzuschmelzen. Dies kann aus Moränenzügen ersehen werden, welche Rückzugs- und erneute Vorstoßlinien innerhalb des Grenzgebiets der Eismassen darstellen. Gute Beispiele hierfür liefern der Scottish Readvance in Nordwestengland und der Drumlin Readvance in Irland. Nicht alle Moränenzüge sind jedoch so eindeutig zu interpretieren.
Dem Dimlington Stadial folgte das Windermere Interstadial zwischen 13.000 bis 11.000 Jahren vor heute. Gegen 12.500 Jahre vor heute war das Klima in England und in Wales bereits so mild wie heute, hatte aber einen stärkeren kontinentalen Charakter zu verzeichnen.
Das Loch Lomond Stadial war der letzte Kälteeinbruch des Devensians und erfolgte zwischen 11.000 und 10.000 Jahren vor heute. Er wird sehr deutlich von der Käferfauna dokumentiert, ist aber nur schlecht in Isotopendaten zu erkennen. Offensichtlich handelte es sich hier nicht um ein weltweites Abkühlungsereignis, sondern nur um die lokal begrenzte Auswirkung von riesigen Mengen Schmelzwassers, die vom zerfallenden Laurentidischen Eisschild und vom Fennoskandischen Eisschild in den Nordatlantik abflossen. Im Westen Schottlands bildete sich zu dieser Zeit eine große Eismasse und in den Hochlagen Südschottlands, Nordwestenglands, Irlands und Wales entstanden kleinere Kar- und Talgletscher. Außerhalb des Loch-Lomond-Eises wurde das Dimlington Stadial jetzt erneut periglazial überprägt.

## Auswirkungen
Die Eisausdehnung des Devensians war geringer als im Anglian und reichte nicht ganz so weit nach Süden. Dennoch modifizierte es die Entwässerungsnetze auf vergleichbare Weise. Die Themse und auch der Rhein entwässerten aus dem Nordseebecken heraus durch die Straße von Dover. Die Eismassen blockierten jedoch die Entwässerung aus den Midlands und so entstand in Ostengland (in Lincolnshire und im Wash) ein großer, in die Südsüdost-Richtung gestreckter Eisrandsee (engl. proglacial lake). Arktische Kältewüstenbedingungen am Eisrand ermöglichte es vom Wind verblasenen Sedimenten, sich stellenweise als Sandbedeckungen und Löss der Siltfraktion anzusammeln. Auf den meisten eisfreien Stellen im Süden Englands und Irlands etablierte sich extensiver Permafrost, nur der Südwesten Englands und Cornwall blieben von den schlimmsten glazialen Auswirkungen verschont.
Durch den abfallenden Meeresspiegel während des Devensians wurden die Britischen Inseln wieder mit dem europäischen Festland verbunden. Als Pioniere besiedelten Neandertaler Großbritannien, die ersten menschlichen Überreste stammen jedoch von Homo sapiens sapiens – datiert auf 30.000 Jahre vor heute. Die Kolonisatoren waren offensichtlich unbeeindruckt von den sich verschlechternden klimatischen Bedingungen, denn ihre Überreste wurden auf dem Höhepunkt des Dimlington Stadials in Höhlen nur wenige Kilometer von der Eisfront entfernt in Südwales gefunden. Die Besiedlung Irlands wurde anfangs durch das Meer und dann auf dem Höhepunkt des Dimlington Stadials vom Packeis unterbunden. Zwischen 18.000 und 14.000 Jahren vor heute gab es wahrscheinlich kurzzeitig eine Landverbindung nach Irland. Es ist daher noch nicht ersichtlich, warum die ersten Nachweise menschlicher Gegenwart in Irland erst mit Beginn des Holozäns einsetzen.

## Zeitliche Entwicklung und geographische Ausdehnung
Der British Irish Ice Sheet (abgekürzt BIIS) nahm seinen Ausgang im nördlichen Hochland Schottlands. Eine Reihe von Vorstoßaltern zwischen 38.000 und 31.000 Jahren legt aber nahe, dass die Eisbedeckung in Schottland zu dieser Zeit noch recht gering war. Diese nahezu eisfreie Periode in Teilen Schottlands deckt sich mit numerischen Modellen, die erkennen lassen, dass die Britischen Inseln zu diesem Zeitpunkt für eine weitflächige Vereisung keine Voraussetzungen lieferten.
Laut Chris Clark und Kollegen (2022) wuchs der BIIS ab 31.000 Jahren vor heute recht rasch und stetig an. Sein Maximalvolumen mit 717 112 Kubikkilometer Eis wurde 23.000 Jahre vor heute erreicht. Dieses Volumen entspricht bei Abschmelzen einem weltweiten Meeresspiegelanstieg von 1,8 Meter. Vier Stadien lassen sich in der Entwicklung des BIIS unterscheiden:
- Aufbaustadium – 31.000 bis 26.000 Jahre vor heute
- asymmetrisches Maximum – 26.000 bis 22.000 Jahre vor heute
- kollabierende Eisabnahme – 22.000 bis 17.000 Jahre vor heute
- Zerfall – 17.000 bis 15.000 Jahre vor heute.

### Aufbaustadium
Das Aufbaustadium des Eisschildes erfolgte ausgehend von dem bereits vergletscherten Schottischen Hochland. Um 31.000 Jahre vor heute bestanden drei Aufbauzentren: im zentralen Schottland, in Nordirland und auf Shetland. Die Eismassen erreichten in diesem Zeitraum die Nordküste Cornwalls und bedeckten ganz Irland. Im Westen und Nordwesten folgten sie der Schelfkante. Gemäß dieser Rekonstruktion – und im Gegensatz zur eingangs dargestellten Annahme – berührte der BIIS im Osten auch den Fennoskandischen Eisschild.

### Asymmetrisches Maximum
Ab 26.000 Jahren vor heute hatte sich das Eiswachstum stark reduziert, der BIIS erlangte aber bei 23.000 Jahren vor heute seine absolute maximale Ausdehnung. In diesem bis 22.000 Jahre vor heute dauernden Stadium entstand eine starke Asymmetrie zwischen dem irischen und britischen Sektor einerseits und dem Nordseesektor andererseits. Verlor der Westabschnitt an Eismasse, so erlebte der Ostabschnitt über der Nordsee einen starken Massenzuwachs. Auch dehnte sich der Ostabschnitt weiter nach Süden aus und erreichte beispielsweise die Nordküste Norfolks. Die nördliche Nordsee wurde bis nördlich von Bergen vollkommen von Packeis bedeckt.

### Kollabierende Eisabnahme
Ab 22.000 Jahren vor heute setzte bis 17.000 Jahre vor heute die kollabierende Eisabnahme des BIIS ein. Sie verlief anfangs sehr schnell, verlangsamte sich dann aber etwas. Hierbei wurde der Süden und Südwesten Irlands erstmals eisfrei und auch in Wales zogen sich die Eismassen mit Ausnahme der Cambrian Mountains erstmals zurück. Auch die Schelfregion westlich und nordwestlich der Äußeren Hebriden verlor ihre Eisbedeckung. Unterstützt wurde der Rückzug durch einen sehr starken Meeresspiegelanstieg um 19.000 Jahren vor heute.

### Zerfall
Die kollabierende Eisabnahme ging ab 17.000 Jahren vor heute bis 15.000 Jahren vor heute in den Zerfall über. Eisbedeckt waren jetzt nur noch die Nordhälfte Irlands sowie Schottland. Die Nordsee war vollständig eisfrei. Ab 12.000 Jahren vor heute war nur noch das Schottische Hochland inklusive der Cuillin Hills auf Skye von Eis bedeckt.